# Фальк, Питер
Пи́тер Майкл Фальк (англ. Peter Michael Falk; 16 сентября 1927, Нью-Йорк, США — 23 июня 2011, Беверли-Хиллз, Калифорния, США) — американский актёр, продюсер, режиссёр, сценарист. Наиболее известен по роли лейтенанта Коломбо в одноимённом детективном телесериале.
Актёр дважды был номинирован на кинопремию «Оскар», 12 раз — на телепремию «Эмми» (получил пять) и 10 раз на «Золотой глобус» (получил одну). Всего за свою кинокарьеру актёр сыграл в 109 художественных фильмах и телесериалах.

## Биография

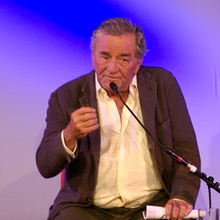
Питер Фальк на представлении автобиографической книги «Ещё кое-что» («Just one more thing») 30 мая 2007 года.

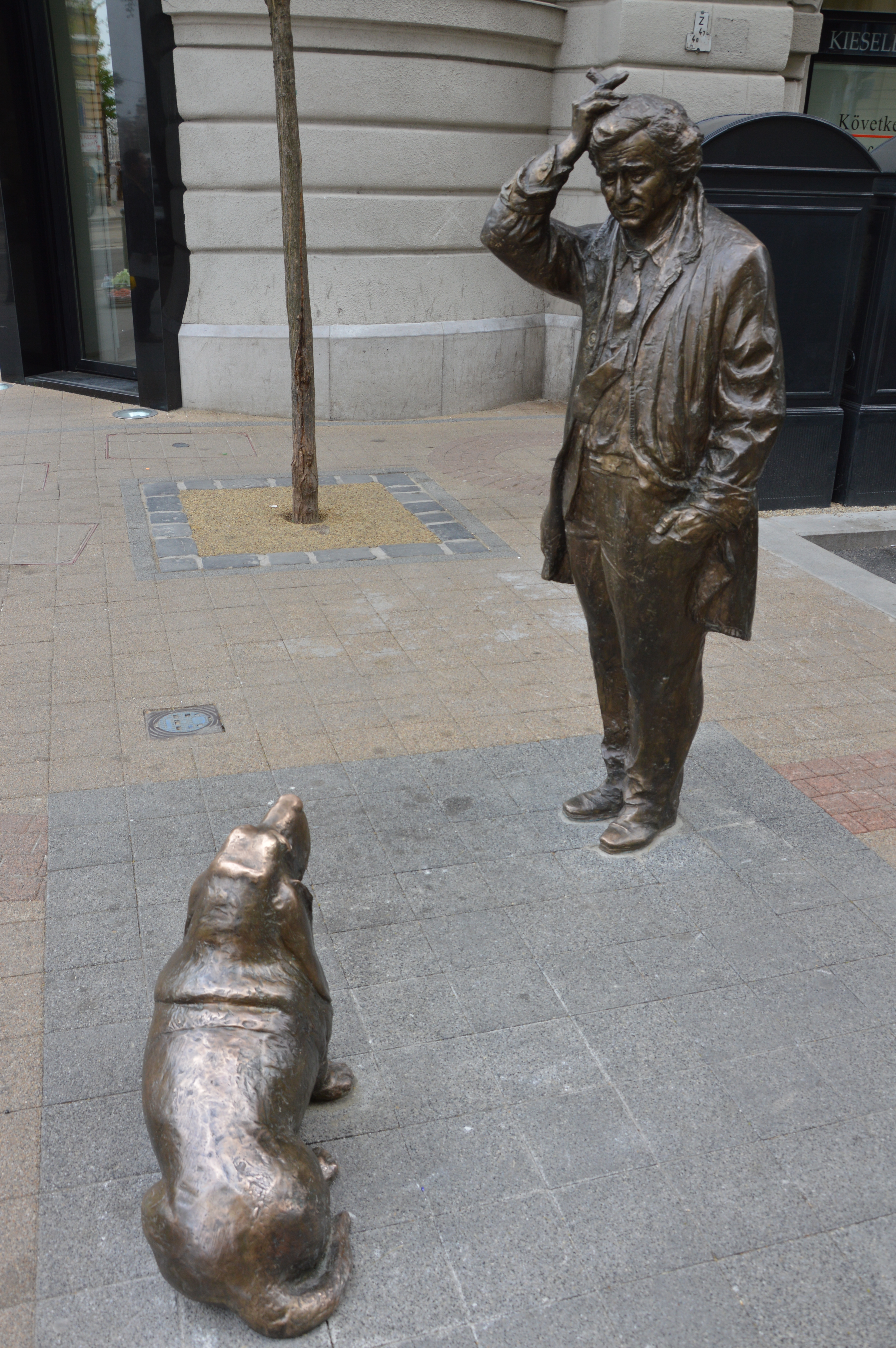
Изваяние Питера Фалька в образе Коломбо с собакой. Будапешт

Родился 16 сентября 1927 года в Нью-Йорке в еврейской семье. Его отец — Майкл Питер Фальк, был владельцем галантерейного магазина. Мать — Мэделин Фальк (в девичестве — Хокхауз), была бухгалтером. Семья будущего актёра имела русские, венгерские, чешские (с материнской стороны) и польские (с отцовской стороны) корни. Родители его отца, Луис и Ида Фальк, иммигрировали в США из Российской империи в начале 1890-х годов.
В трёхлетнем возрасте правый глаз Фалька был хирургически удалён из-за обнаружившегося у него злокачественного новообразования — ретинобластомы. Всю оставшуюся жизнь он носил стеклянный протез глаза. Несмотря на это, в детстве Фальк часто принимал участие в командных видах спорта, таких как бейсбол и баскетбол. В 1997 году в интервью журналу «Cigar Aficionado» Фальк рассказал:

«Помню, в школе, это было в классе десятом, судья отправил меня в аут на третьей базе, а я был уверен, что успел до неё добежать. Я был так зол, что вытащил свой стеклянный глаз и протянул ему со словами: „Попробуйте это“. Я так смеялся, вы не поверите».

Первое появление Фалька на сцене состоялось в 12-летнем возрасте в оперетте «Пираты Пензанса» Салливана и Гилберта, поставленной в частном летнем еврейском лагере «Camp High Point», в нью-йоркском округе Алстер. Одним из учителей Фалька в лагере был Росс Мартин (позже они вместе сыграют в «Больших гонках» и одном из эпизодов «Коломбо»).
Учился в Старшей школе Оссининг, что в Уэстчестере, округе Нью-Йорка, где был президентом одного из старших классов. После окончания школы в 1945 году Фальк поступил в Гамильтон-колледж, после чего попытался вступить в Вооружённые силы США, где ему отказали из-за отсутствия глаза. Затем он поступил на Торговый флот США, где служил коком на корабле. В 1997 году Фальк сказал:

«Там никого не волнует, слеп ты или нет. Единственный на корабле, кто должен видеть — это капитан, а в случае с „Титаником“ и он видел не очень хорошо».

Через полтора года службы на корабле Фальк возвращается в Нью-Йорк, где его переводят из колледжа в университет The New School. Он успешно оканчивает его в 1951 году, получив бакалавра в области литературы и политической науки. Затем Фальк отправляется в Югославию, где шесть месяцев работает на железной дороге.
После возвращения из Югославии изучал экономику в Сиракузском университете, где в 1953 году получил магистра гуманитарных наук в области государственного управления, и в 1953—1955 годах работал аналитиком управления. Он подавал заявку на работу в ЦРУ, но ему отказали из-за членства (во время службы на флоте) в Профсоюзе береговых и складских рабочих, считавшемся прокоммунистическим. Участвуя в любительских постановках, одновременно учился на актёрских курсах в Уэстпорте и Нью-Йорке.
В 1956 году дебютировал в роли Сганареля в мольеровском «Дон Жуане». Первую роль в бродвейском театре получил в пьесе «Святая Иоанна» Джорджа Бернарда Шоу.
С 1957 года Фальк стал появляться на телевидении. За роль в The Dick Powell Show он получил премию «Эмми».
В 1950-х годах начал сниматься в кино.
За роли в фильмах «Корпорация „Убийство“» (в 1961 году) и «Пригоршня чудес» (в 1962 году) Питер Фальк был номинирован на кинопремию «Оскар» за лучшую мужскую роль второго плана.
С 1968 по 2003 годы снимался в детективном телесериале «Коломбо» в главной роли лейтенанта Коломбо, принёсшей актёру мировую известность.
В 1972 году сам выступил в роли режиссёра нескольких серий бессмертного сериала («Коломбо: План убийства» и «Коломбо: Этюд в чёрном»).
Сыграл сам себя в известном фильме Вима Вендерса «Небо над Берлином» (1987) и его продолжении «Так далеко, так близко!» (1993).
В 2006 году Питер Фальк написал автобиографическую книгу, которую назвал знаменитой фразой лейтенанта Коломбо — «Ещё кое-что: Истории из моей жизни» (англ. Just one more thing: Stories from my Life).

### Личная жизнь
Первая жена Питера Фалька — Элис Мэйо, с которой он познакомился в Сиракузском университете. Свадьба состоялась 17 апреля 1960 года. За время брака они усыновили двоих детей — Кэтрин (которая сейчас работает частным детективом) и Джеки. Фальк и Мэйо развелись в 1976 году.
7 декабря 1977 года Фальк женился на актрисе Шире Дениз, которая впоследствии сыграла в нескольких эпизодах телесериала «Коломбо».
Питер Фальк писал картины, выставка его работ прошла в октябре 2006 года в Батлерском институте американского искусства.
Актёр также увлекался шахматами и присутствовал на открытии Всеамериканского чемпионата по шахматам в ноябре 1972 года и августе 1983 года.
В декабре 2008 года сообщалось, что Фальку был поставлен диагноз «болезнь Альцгеймера».

### Смерть
Питер Фальк умер вечером 23 июня 2011 года в своём доме на Роксбери Драйв, Беверли-Хиллз, в результате остановки сердца, вызванной пневмонией и прогрессирующей болезнью Альцгеймера.
Похоронен на Вествудском кладбище.
Смерть Фалька была встречена данью памяти со стороны многих знаменитостей. Стивен Спилберг сказал:

«Ещё когда в юности я работал в театре, очень многое об актёрском искусстве я получил именно от него».

Стивен Фрай высказался о Фальке как о «величайшем телевизионном детективе».
Воздавая должное, Майкл Маккин вспоминает, как Питер Фальк добрался до своего звёздного часа. Это было похоже на следующее: «Вы не красавец, у вас нет одного глаза, зато у вас есть дефекты речи. Как вы думаете, со всем этим вы станете когда-нибудь кинозвездой?» «Безусловно», — был ответ Фалька.
Роб Райнер сказал: «Я не могу припомнить никого, с кем можно было бы сравнить его. Он был единственным в своём роде актёром. Его необычная личность притягивала взгляды людей к нему. По природе своей он обладал настолько развитым чувством юмора, что в этом качестве его никто не мог обойти». Работа Фалька с Аланом Аркином в фильме «Свояки» представляет «одну из наиболее блестящих комедийных пар, которых мы только видели на экране».
Питер Фальк, которому только исполнилось 78 лет, о себе:

«Если бы люди спросили меня, чувствую ли я себя раздражённым или уставшим или кем-то таким, кого преследует прилипчивая роль, я бы посмотрел на них, как на сумасшедших. Я могу быть только очень благодарным за то, что долгое время у меня была возможность играть интересного персонажа. Единственное, что я мог бы сказать, что я чувствую себя самым счастливым парнем на всей планете».
Оригинальный текст (англ.)If people asked me whether I'm annoyed or tired or whatever adjective they use about being typecast, I look at them like they're crazy. I'm just very grateful. I've been able to play an interesting character for a long time. The only thing I could say is that I feel like I'm the luckiest guy on the face of the globe.

## Отзывы
При обсуждении роли Фалька в фильме «Ограбление Бринкса» режиссёр картины Уильям Фридкин произнёс: «У Питера огромный диапазон ролей: от комедийных до драматических. Он может разбить ваше сердце или же заставить вас смеяться».
Как актёр сериала «Коломбо», шедшего с 1968 по 2003 годы, «Фальк был любимчиком всех, кто обожал „помятого“ детектива», — писал историк Дэвид Фэнтл.

## Фильмография
| Год       | Название                                          | Роль                     | Примечания, номинации и награды                                 |
| --------- | ------------------------------------------------- | ------------------------ | --------------------------------------------------------------- |
| 1957      | Телевизионный театр Крафта                        | оператор радара          | Сезон 10, Серия 26                                              |
| 1957      | Роберт Монтгомери представляет                    |                          | Сезон 8, Серия 36                                               |
| 1957      | Первая студия                                     | Джек (ассистент Кармен)  | Сезон 9, Серия 35                                               |
| 1957      | Камера три                                        | Стендаль                 | Сезон 2, Серия 48                                               |
| 1957      | Первая студия                                     | Джек (ассистент Кармен)  | Сезон 9, Серия 45                                               |
| 1958      | Театр Армстронга                                  | Петар Поровик            | Сезон 8, Серия 10                                               |
| 1958      | Ловушка                                           | Фред Дана                | Сезон 1, Серия 37                                               |
| 1958      | Телевизионный театр Крафта                        | Изя                      | Сезон 11, Серия 44                                              |
| 1958      | Ветер над равнинами                               | писатель                 |                                                                 |
| 1958      | Обнажённый город                                  | вымогатель               | Сезон 1, Серия 11                                               |
| 1959      | New York Confidential                             | Пит                      | Сезон 1, Серия 11                                               |
| 1959      | Последний срок                                    | Бокс                     |                                                                 |
| 1959      | Кровавый выводок                                  | Нико                     |                                                                 |
| 1959      | Бреннер                                           | Фред Гейнс               | Сезон 1, Серия 4                                                |
| 1959      | Игра недели                                       | Метис                    | Сезон 1, Серия 2                                                |
| 1960      | Красавчик Флойд                                   | Шорти Уолтерс            |                                                                 |
| 1960      | Игра недели                                       |                          | Сезон 1, Серия 14                                               |
| 1960      | Неприкасаемые                                     | Герцог Маллен            | Сезон 1, Серия 26                                               |
| 1960      | Корпорация «Убийство»                             | Эйб Релес                | Номинация — Премия «Оскар» за лучшую мужскую роль второго плана |
| 1960      | Обнажённый город                                  | хромой                   | Сезон 2, Серия 1; в титрах не указан                            |
| 1960      | Островитяне                                       | Гукер                    | Сезон 1, Серия 6                                                |
| 1960      | Есть оружие – будут путешествия                   | Уоллер                   | Сезон 4, Серия 9                                                |
| 1960      | Тайна пурпурного рифа                             | Том Уэбер                |                                                                 |
| 1960      | Свидетель                                         | Эйб Релес                | Сезон 1, Серия 11                                               |
| 1961      | Акванавты                                         | Джереми Вилсон           | Сезон 1, Серия 20                                               |
| 1961      | Закон и мистер Джонс                              | Сидней Джермон           | Сезон 1, Серия 20                                               |
| 1961      | Акванавты                                         | Ангел                    | Сезон 1, Серия 23                                               |
| 1961      | Месть зовёт!                                      | священник                |                                                                 |
| 1961      | Инцидент на миллион долларов                      | Сэмми                    |                                                                 |
| 1961      | Альфред Хичкок представляет                       | Мейер Файн               | Сезон 6, Серия 28                                               |
| 1961      | Обнажённый город                                  | Ли Стонтон               | Сезон 2, Серия 24                                               |
| 1961      | Шоу Барбары Стэнвик                               | Джо                      | Сезон 1, Серия 32                                               |
| 1961      | Цель: коррупционеры                               | Ник Лонго                | Сезон 1, Серия 1                                                |
| 1961      | Неприкасаемые                                     | Нейт Селько              | Сезон 3, Серия 1                                                |
| 1961      | Сумеречная зона                                   | Рамос Клемент            | Сезон 3, Серия 6                                                |
| 1961      | Пригоршня чудес                                   | Джой Бой                 | Номинация — Премия «Оскар» за лучшую мужскую роль второго плана |
| 1962      | Новое поколение                                   | Лопес                    | Сезон 1, Серия 15                                               |
| 1962      | Шоу Дика Паэулла                                  | Аристед Фреско           | Сезон 1, Серия 17                                               |
| 1962      | 87-й полицейский участок                          | Грег Брован              | Сезон 1, Серия 19                                               |
| 1962      | Обнажённый город                                  | Фрэнки О’Херн            | Сезон 3, Серия 25                                               |
| 1962      | Шоу недели ДюПона                                 | Колуччи                  | Сезон 1, Серия 24                                               |
| 1962      | Точка давления                                    | молодой психиатр         |                                                                 |
| 1962      | Шоу Дика Паэулла                                  | доктор Алан Кигэн        | Сезон 2, Серия 4                                                |
| 1962      | Шоу Эди Адамс                                     | таксист                  | Сезон 1, Серия 1                                                |
| 1962      | Час Альфреда Хичкока                              | Роберт Эванс             | Сезон 1, Серия 13                                               |
| 1963      | Шоу Дика Паэулла                                  | Мартин                   | Сезон 2, Серия 18                                               |
| 1963      | Балкон                                            | шеф полиции              |                                                                 |
| 1963      | Доктор Килдэр                                     | доктор Мэтт Гандерсон    | Сезон 2, Серия 29                                               |
| 1963      | Караван повозок                                   | Гас Морган               | Сезон 7, Серия 3                                                |
| 1963      | Боб Хоуп представляет                             | Берт Грауманн            | Сезон 1, Серия 4                                                |
| 1963      | Этот безумный, безумный, безумный, безумный мир   | таксист                  |                                                                 |
| 1964      | Джеки Глисон: Журнал американской сцены           | камео                    | Сезон 2, Серия 14                                               |
| 1964      | Робин и семь гангстеров                           | Гай Гисборн              |                                                                 |
| 1964      | Шоу недели ДюПона                                 | Данило Диас              | Сезон 3, Серия 21                                               |
| 1964      | Они шли на Восток                                 | военный врач             |                                                                 |
| 1964      | Бен Кэйси                                         | доктор Джимми Рейнольдс  | Сезон 4, Серии 6, 12                                            |
| 1965      | Боб Хоуп представляет                             | Бара                     | Сезон 2, Серия 19                                               |
| 1965      | Большие гонки                                     | Макс                     |                                                                 |
| 1965      | У меня есть секрет                                | приглашённый гость       |                                                                 |
| 1965—1966 | Дело О’Брайена                                    | Даниэль О’Брайен         | Сезон 1, Серии 1-22                                             |
| 1966      | Бригадун (телеверсия одноимённого мюзикла Ф. Лоу) | Джефф                    |                                                                 |
| 1966      | Боб Хоуп представляет                             | Майк Голуэй              | Сезон 4, Серия 7                                                |
| 1966      | Пенелопа                                          | лейтенант Горацио Биксби |                                                                 |
| 1967      | Шоу Рэда Скелтона                                 | секретный полковник      | Сезон 16, Серия 16                                              |
| 1967      | Лав                                               | Милт Мэнвилль            |                                                                 |
| 1966      | Как же много этих воров!                          | Дэнни                    |                                                                 |
| 1968—2003 | Коломбо                                           | лейтенант Коломбо        |                                                                 |
| 1968      | Шляпа, полная дождя                               | Polo Pope                |                                                                 |
| 1968      | Битва за Анцио                                    | Джек Рабинофф            |                                                                 |
| 1969      | Неприкасаемые                                     | Чарли Адамо              |                                                                 |
| 1969      | Охрана замка                                      | сержант Росси            |                                                                 |
| 1970      | Розолино Патерно: Солдат                          | Питер Пауни              |                                                                 |
| 1970      | Мужья                                             | Арчи Блэк                |                                                                 |
| 1971      | Наименование игры                                 | Льюис Корбетт            | Сезон 3, Серия 15                                               |
| 1971      | A Step Out of Line                                | Гарри Коннрос            |                                                                 |
| 1974      | Женщина под влиянием                              | Ник Лонгнетти            |                                                                 |
| 1976      | Гриффин и Феникс: История любви                   | Джеффри Гриффин          |                                                                 |
| 1976      | Ужин с убийством                                  | Сэм Дайамонд             |                                                                 |
| 1976      | Мики и Ники                                       | Мики                     |                                                                 |
| 1977      | Премьера                                          | камео                    | в титрах не указан                                              |
| 1978      | Напуганы, точно!                                  | камео                    |                                                                 |
| 1978      | Дешёвый детектив                                  | Лу Пекинпо               |                                                                 |
| 1978      | Ограбление Бринкса                                | Тони Пино                |                                                                 |
| 1979      | Свояки                                            | Винсент Рикардо          |                                                                 |
| 1981      | Большое кукольное путешествие                     | Трамп                    | в титрах не указан                                              |
| 1981      | Калифорнийские куколки                            | Гарри Сирс               |                                                                 |
| 1982      | Я люблю свободу                                   |                          |                                                                 |
| 1986      | Большой переполох                                 | Стив Рикки               |                                                                 |
| 1987      | Небо над Берлином                                 | камео                    |                                                                 |
| 1987      | С Новым годом!                                    | Ник                      |                                                                 |
| 1987      | Принцесса-невеста                                 | дедушка / рассказчик     |                                                                 |
| 1988      | Озарение                                          | Гарри Бускафуско         |                                                                 |
| 1989      | Плюшка                                            | Доминик «Дино» Каприччо  |                                                                 |
| 1990      | Сильные духом                                     | Роджер Флан              |                                                                 |
| 1990      | Движения и эмоции: фильмы Вима Вендерса           |                          |                                                                 |
| 1990      | Настройся на завтра                               | Педро Кармайкл           |                                                                 |
| 1992      | Шоу Ларри Сандерса                                | камео                    | Сезон 1, Серия 8                                                |
| 1993      | Так далеко, так близко!                           | камео                    |                                                                 |
| 1995      | Копы и Робертс                                    | Сальватор Сантини        |                                                                 |
| 1995      | Соседи по комнате                                 | Рокки Хольцек            |                                                                 |
| 1996      | Комики                                            | Вилли Кларк              |                                                                 |
| 1997      | Коротышка из Майами                               | Бич Гарри Арно           |                                                                 |
| 1998      | Денежные короли                                   | Винни Глинн              |                                                                 |
| 2000      | Оттуда, где я сижу                                | Эйб                      |                                                                 |
| 2000      | Летний шторм                                      | Абель Шаддик             |                                                                 |
| 2000      | Лодка                                             | Пирман                   |                                                                 |
| 2000      | Враги смеха                                       | отец Пауля               |                                                                 |
| 2001      | Мозги Хуберта                                     | Бейли                    | озвучка                                                         |
| 2001      | Всё схвачено                                      | Макс                     |                                                                 |
| 2001      | Спецагент Корки Романо                            | Фрэнсис Романо           |                                                                 |
| 2001      | Город без Рождества                               | Макс                     |                                                                 |
| 2001      | Затерянный мир                                    | священник Тео Керр       |                                                                 |
| 2002      | Три дня дождя                                     | Уолдо                    |                                                                 |
| 2002      | Обсуждению не подлежит                            | Мэнди Рипштейн           |                                                                 |
| 2003      | Дикие деньки                                      | Джеймс «Pop Up» Морс     |                                                                 |
| 2003      | В поисках Джона Кристмаса                         | Макс                     |                                                                 |
| 2004      | Подводная братва                                  | дон Файнберг             | озвучка                                                         |
| 2004      | Жизнь ангелов                                     | Макс                     |                                                                 |
| 2005      | Освобождая место                                  | Моррис Эпплбом           |                                                                 |
| 2005      | Всё о моей родне                                  | Сэм Клайнман             |                                                                 |
| 2006      | Retirement                                        |                          |                                                                 |
| 2007      | Три дня до Вегаса                                 | Гас «Фитзи» Фитжеральд   |                                                                 |
| 2007      | Пророк                                            | Ирв                      |                                                                 |
| 2009      | Американский первоцвет                            | отец Рэндольф            |                                                                 |
| 2011      | Специальное коллекционное издание                 | рассказчик               | Сезон 2, Серия 1                                                |